# John H. Clifford
John Henry Clifford (16 de Janeiro de 1809 – 2 de Janeiro de 1876) foi um advogado e político americano de New Bedford, Massachusetts. Exerceu como procurador-geral do estado por boa parte da década de 1850, mantendo o cargo durante administrações dominadas por três partidos políticos diferentes. Com o Partido Whig, foi eleito o 21º governador do estado, exercendo um único mandato de 1853 até 1854. Foi o primeiro governador de Massachusetts a não nascer no estado.
Quando o procurador-geral Clifford ganhou fama ao liderar a acusação em um dos julgamentos mais sensacionalista do século XIX, o caso de assassinato de Parkman-Webster. O caso, onde tanto a vítima quanto o agressor eram da classe alta da sociedade de Boston, apresentou o primeiro uso de odontologia legal para garantir uma condenação. Durante a Guerra Civil Americana, Clifford apoiou a causa da União e esteve envolvido em manobras malsucedidas para acusar o Presidente Confederado Jefferson Davis após a guerra. Nos seus últimos anos, exerceu como presidente da Boston and Providence Railroad.

## Primeiros anos
John Clifford nasceu filho de Benjamin e Achsah (Wade) Clifford em Providence, Rhode Island no dia 16 de Janeiro de 1809. Era o sexto de treze filhos. Formou-se na Universidade Brown em 1827, estudou direito com Timothy Coffin em New Bedford, Massachusetts e com Theron Metcalf em Dedham, Massachusetts e depois abriu uma advocacia em New Bedford. Manteve essa advocacia, às vezes com parceiros, pelo resto da vida. Clifford casou-se com Sarah Parker Allen no dia 16 de Janeiro de 1832. O casal tiveram cinco filhos.
Em 1835, Clifford foi eleito para a legislatura de Massachusetts, onde participou de um comitê que revisou os estatutos do estado. Em 1836, exerceu como assessor do Governador Edward Everett, cargo que ocupou até que Everett perdesse a eleição de 1839. Everett recompensou Clifford por seu serviço, nomeando-o procurador-geral do distrito do sul do estado em 1839, cargo que ocupou por dez anos. Foi simultaneamente eleito Senador do estado representando o Condado de Bristol em 1845. Em 1849, foi nomeado procurador-geral do estado pelo Governador George N. Briggs. Foi o único oficial do Partido Whig nomeado importante, mantido pelo Democrata George S. Boutwell depois que assumiu o cargo em 1851. Boutwell explicou em sua biografia que Clifford "era um bom oficial e um homem honesto, mas não possuía a qualidade que permite a um homem alcançar decisões. Essa peculiaridade tornou-o útil para mim. Ele investigava um assunto, me dava as autoridades e precedentes e deixava as decisões para mim. Em seguida, não havia ninguém na administração do partido que eu quisesse nomear. O Sr. [Benjamin] Hallett era o candidato mais apoiado. Estava cheio de preconceitos e não foi bem instruído como advogado. Nesses aspectos, Clifford era o seu oposto".

## Procurador-geral e governador
O primeiro caso importante que Clifford julgou foi pelo assassinato do rico George Parkman, de Boston, e foi um dos mais sensacionalistas do século XIX. Parkman desapareceu em Novembro de 1849 e o professor de Harvard John White Webster que havia sido preso por seu assassinato. O método horrível de eliminação do corpo (que não estava completo), o fato de ser um crime capital e o alto status da vítima e do acusado garantiram um grande interesse público no caso, e o tribunal estava lotado. O caso de Clifford foi complicado pelo fato de não haver um cadáver. Auxiliado por George Bemis, que havia sido contratado pela família Parkman, recorreu a odontologia legal e as fortes evidências circunstanciais para construir o caso contra Webster. O júri devolveu uma condenação após duas horas e meia de ponderação. Houve muita controvérsia depois sobre as instruções do júri dadas pelo Chefe de Justiça Lemuel Shaw, mas Webster foi enforcado depois de confessar o crime. O caso continuou a interessar juristas, em parte por alegações de que a defesa (que incluía um advogado sem experiência significativa em processos criminais) falhou em contestar agressivamente as evidências apresentadas e também não apresentou evidências potencialmente escusatória.

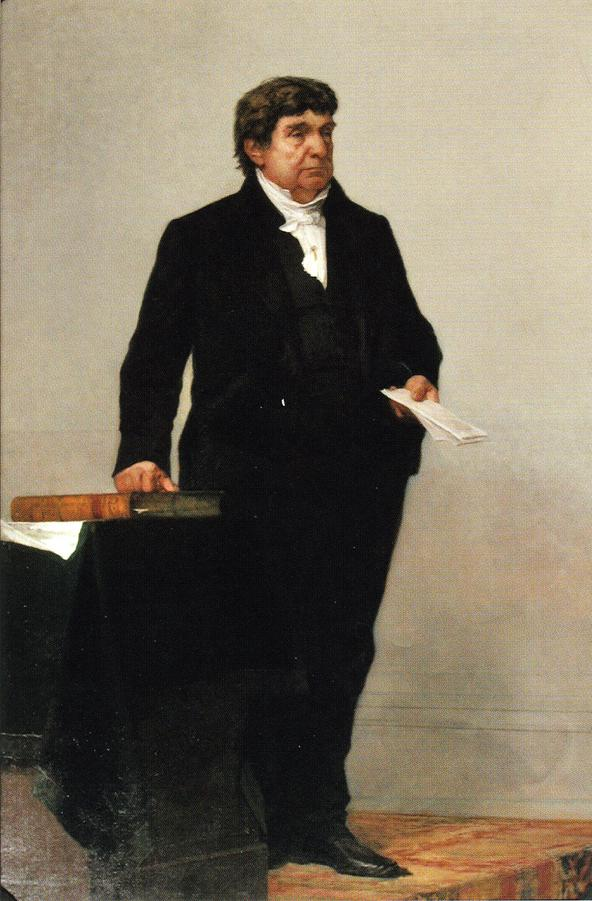
O Chefe de Justiça do Supremo Tribunal Judicial de Massachusetts Lemuel Shaw (retrato por William Morris Hunt) presidiu o caso de assassinato de Parkman–Webster e era amigo de Clifford

Em 1852, o Partido Whig do estado transformou sua popularidade no caso Parkman em uma indicação ao governo, que Clifford aceitou com relutância. A disputa foi difícil, dominada pela disputa presidencial e o candidato permanece com a temperança do estado "lei do Maine". Além do apoio dos Whigs, Clifford foi indicado por uma parte contrária à lei do Maine, enquanto um de seus oponentes, Horace Mann, estava concorrendo com indicações Solo Livre e lei pró-Maine. Os Whigs foram divididos por suas reações ao Compromisso de 1850 e as eleições nacionais (realizadas uma semana antes das eleições estaduais) viram muitos Whigs votando no Democrata Franklin Pierce. Em uma disputa de três partidos envolvendo Clifford, Mann e o Democrata Henry W. Bishop, Clifford recebeu 45% dos votos. Um requisito majoritário ainda em vigor para a eleição popular, foi eleito pelo senado do estado por 29-4 contra Bishop, embora os Whigs, exigiram a substituição do Senador John Davis em troca de seu apoio a ele.
Após seu mandato como governador, Clifford recusou-se a candidatar-se à reeleição, preferindo trabalhar como advogado. Seu sucessor, o Governador Emory Washburn, nomeou-o procurador-geral, um cargo que ocupou de 1854 até 1858. Esse tempo de serviço incluía notavelmente o mandato do Governador do Sabe Nada Henry Gardner. Gardner, que havia sido politicamente um Whig antes do advento dos Sabe Nada, contratou Clifford para o cargo, e os dois embotaram parte da legislação anti-imigração e (na opinião deles) propostas extremas de reforma da legislatura do Sabe Nada. Durante o mandato de Gardner, a constituição do estado foi alterada para que o gabinete do procurador-geral fosse eleito em vez de nomeado. Na eleição de 1858, Stephen Henry Phillips foi eleito para substituir Clifford.

## Trabalho político e jurídico posteriores

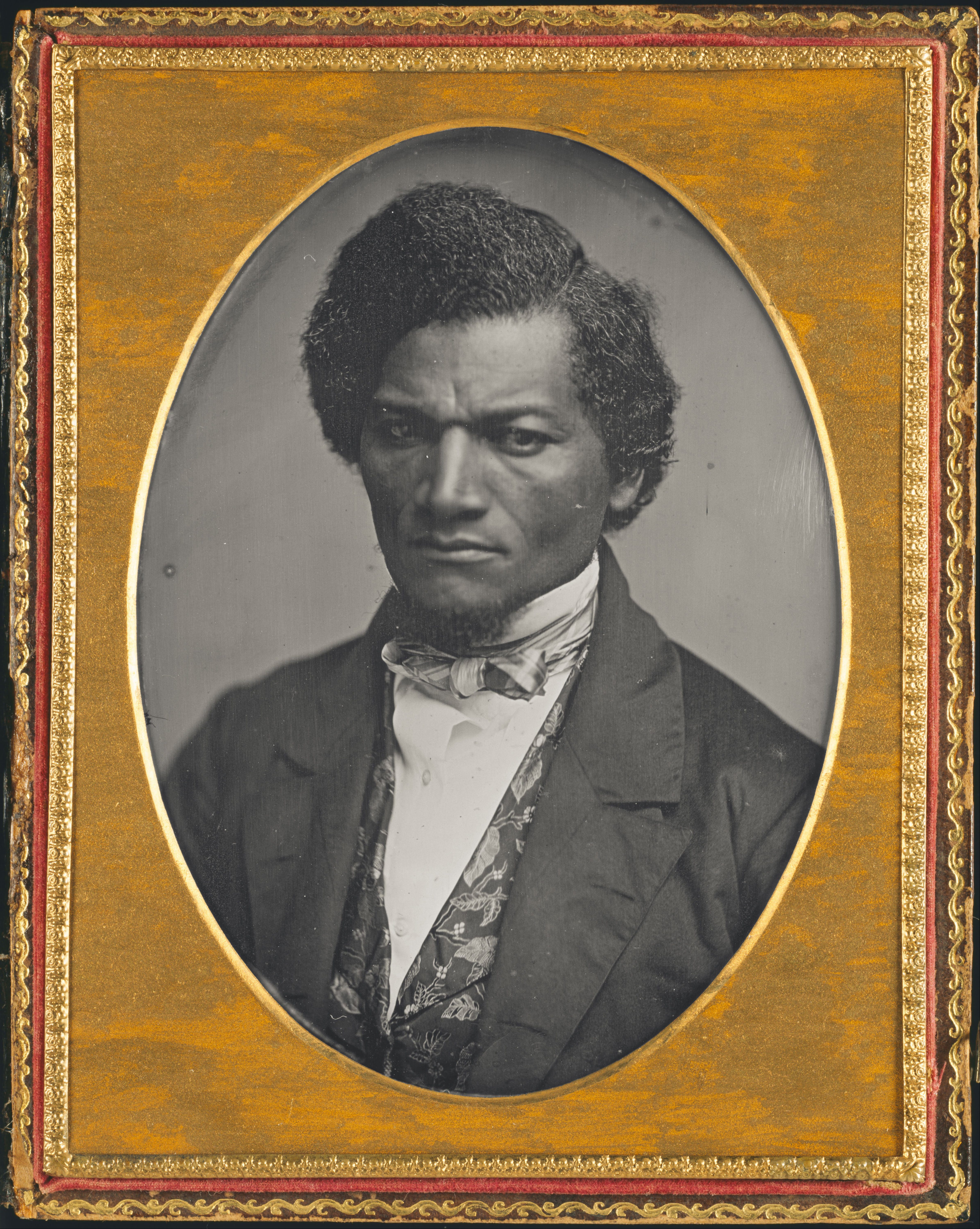
Daguerreótipo de Frederick Douglass, por volta de 1850

O estado contratou Clifford em 1859 para ajudar Phillips na acusação o que acabou por ser a reta final de uma longa série (200 anos) de questões sobre a fronteira do estado com Rhode Island. Phillips e Clifford viajaram para Washington, D.C. em Janeiro de 1861 para comparecer perante a Suprema Corte dos Estados Unidos. Na época, as tensões entre o Norte e o Sul eram excepcionalmente altas e o Procurador-Geral dos Estados Unidos Edwin Stanton expressou a eles a preocupação de que Washington pudesse ser atacado por forças rebeldes. A carta deles ao Governador de Massachusetts, John Albion Andrew, foi um dos avisos que levaram Andrew a começar a organizar regimentos de voluntários para a Guerra Civil Americana.
Clifford era, como outros Whigs conservadores, politicamente contrário ao movimento abolicionista; foi descrito pelo ex-escravo Frederick Douglass como "pró-escravidão" e "sobre o cavalheiro mais aristocrata do Condado de Bristol". No entanto, uma vez iniciada a Guerra Civil, apoiou a causa da União e a participação do Estado no conflito. Em 1862, juntou-se a um apelo à formação de um partido anti abolição para opor-se aos Republicanos. O "Partido do Povo" foi formado principalmente por pessoas que apoiaram o Partido da União Constitucional pró-União de 1860 e não conseguiram ganhar força devido à Proclamação de Emancipação do Presidente Abraham Lincoln, publicada em Setembro. Clifford foi eleito para o senado do estado naquele ano, onde exerceu como presidente. Clifford apoiou Lincoln para a reeleição em 1864. Em 1868, foi escolhido para ser um eleitor presidencial, votando em Ulysses S. Grant.
Em 1865, Clifford foi escolhido para atuar como um dos advogados especiais que acusavam o ex-Presidente Confederado Jefferson Davis. Davis era pra ser acusado de traição, mas por várias razões as acusações acabaram sendo retiradas após quatro anos de disputas políticas e legais. Clifford contribuiu para um debate em 1866 sobre a dificuldade de acusar Davis na Virgínia, observando que, sem essencialmente apurar o júri, uma acusação malsucedida resultaria no desfecho complicado de um júri da Virgínia, de certa forma, anulando o resultado da guerra. Renunciou a essas funções em Julho de 1866.

## Últimos anos

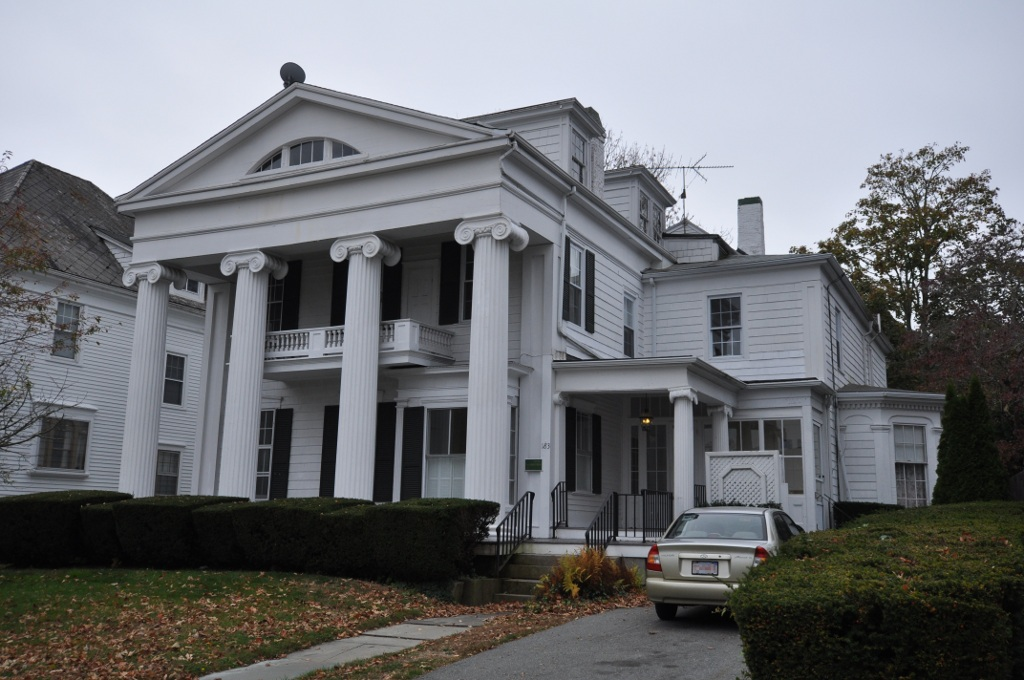
A casa de Clifford em New Bedford

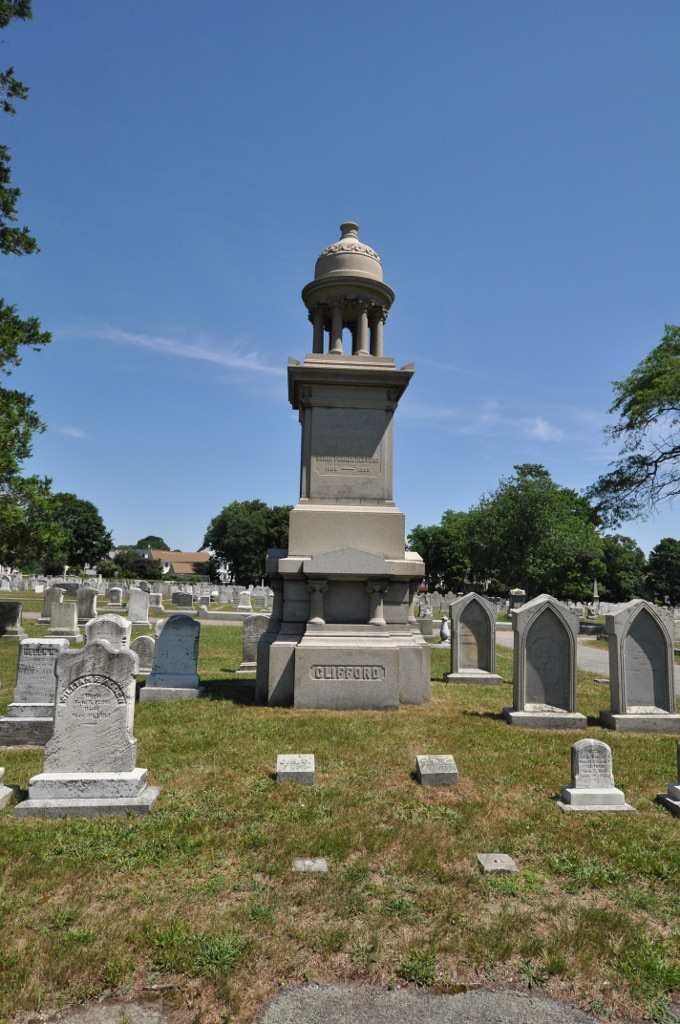
A sepultura de Clifford no Rural Cemetery

Em 1867, Clifford aposentou-se da advocacia e tornou-se presidente da Boston and Providence Railroad. Durante seu mandato, a ferrovia construiu uma nova estação terminal em Boston, na Park Square. Recebeu o diploma de LL.D. da Universidade Brown em 1849, da Amherst em 1853 e da Harvard em 1853. Por vários anos, foi presidente do Conselho de Supervisores de Harvard. Após a Guerra Civil Americana, foi nomeado por George Peabody para o conselho de administração do Peabody Education Fund, uma iniciativa filantropa para desenvolver recursos educacionais na pós-guerra no Sul. Nos seus últimos anos, ofereceram-lhe, mas recusou, uma série de cargos diplomáticos na Europa, incluindo embaixador na Rússia e embaixador no Império Otomano. Foi eleito membro da American Antiquarian Society em 1870. Em 1873 e 1875, viajou para climas mais quentes, numa tentativa de melhorar sua saúde debilitada.
Em 1875, Clifford foi nomeado para uma comissão diplomática criada nos termos do Tratado de Washington de 1871 com o Reino Unido para resolver questões de pesca. No entanto, devido a um atraso ocasionado pela dificuldade em selecionar um terceiro comissário neutro, Clifford nunca assumiu suas funções. Morreu de doença cardiovascular, após uma breve doença, no dia 2 de Janeiro de 1876 em sua casa em New Bedford e foi enterrado no Rural Cemetery de New Bedford. A mansão Neogrega de Clifford ainda está na Orchard Street, em New Bedford, contribuindo para o Distrito Histórico da County Street.

## Clifford e Melville
Clifford mantinha um relacionamento amigável e colegial com o Chefe de Justiça Lemuel Shaw, que era o sogro do escritor Herman Melville. Clifford e Melville encontraram-se em várias ocasiões, principalmente em Nantucket no verão de 1852. Nessa ocasião, Clifford contou a Melville uma história sobre um de seus primeiros casos. Mais tarde, Melville escreveu para ele, pedindo mais detalhes e Clifford enviou registros para Melville sobre o caso. Melville acabou usando o material para Isle of the Cross, uma história que nunca foi publicada.